# Раздоры (Петропавловский район)
Раздоры (укр. Роздори) — село,
Лозовский сельский совет,
Петропавловский район,
Днепропетровская область,
Украина.
Код КОАТУУ — 1223882002. Население по переписи 2001 года составляло 111 человек.

## Географическое положение
Село Раздоры находится в балке Первая Лозовая по которой протекает пересыхающий ручей с запрудами,
ниже по течению на расстоянии в 0,5 км расположено село Лозовое.